# Ангара (футбольный клуб, Богучаны)
«Ангара́» — российский футбольный клуб из посёлка Богучаны Красноярского края. Единственный сезон на профессиональном уровне провёл в 1992 году, заняв 12 место в зоне «Восток» (шестая зона) второй лиги чемпионата России. В Кубке России участия не принимал ни разу. В 1993 году прекратил своё существование.

## История создания
«Ангара» была создана в 1978 году бывшим советским вратарём Сулейманом (Сергеем) Демирджи, с 1964 по 1973 годы игравшим за томское «Торпедо», омский «Иртыш» и красноярский «Автомобилист». Состав команды был разнообразным — по словам Демерджи, он «собирал её по крупицам: из Красноярска приезжали, из других территорий, местные охотно стали заниматься». При этом специалисту предлагали развивать не футбол, а лыжные гонки, однако Демерджи настоял на своём. Помощником специалиста стал воспитанник омского футбола Владимир Иванов, с котором Демерджи работал в «Автомобилисте».
Первым турниром для новой команды стал чемпионат Красноярского края 1978 года, в котором «Ангара» заняла 9 место из 15. Через год богучанцы были уже вторыми, а в 1981 году им удалось одержать победу в турнире. После этого вплоть до 1993 года «Ангара» с небольшими перерывами занимала первое место в региональном чемпионате.

## Профессиональный этап. Чемпионат России-1992
В 1992 году «Ангара» заявилась в зону «Восток» (шестая зона) второй лиги чемпионата России. Основатель команды Сулейман Демерджи стал её главным тренером, а в состав были заявлены его сыновья Артём и Сергей. При этом старший сын Артём уже имел опыт выступления на подобном уровне, играя в красноярском «Автомобилисте».
На профессиональном уровне команда провела всего один сезон, в котором заняла 12 место из 13, опередив лишь «Прогресс» из Бийска. За 24 матча богучанцы одержали всего четыре победы, проиграв при этом 16 раз и четыре раза сведя матч к ничьей. При этом в гостях приангарская команда набрала всего два очка. Выездной матч с алданским «Металлургом» и вовсе не состоялся из-за неявки богучанцев.
«Ангара» стала одним из шести профессиональных клубов, которые отказались от участия в первом розыгрыше Кубка России 1992/1993 годов.
Лучшим бомбардиром «Ангары» в чемпионате России стал Владимир Баженов, забивший шесть мячей. Всего богучанский коллектив поразил ворота своих соперников 19 раз.
Игроком «Ангары» мог стать легендарный красноярский футболист Вадим Белохонов, в 1992 году служивший в армии. По словам самого Белохонова, к нему подходил Сулейман Демерджи вместе со своим помощником Иваном Осадчим и предлагал после армии уехать в Богучаны. Однако молодой футболист посчитал более перспективным переход в красноярский «Металлург», приняв предложение Александра Кишиневского. Впоследствии Белохонов стал самым результативным игроком за всю историю красноярского футбола, забив 110 мячей.

## Ликвидация и дальнейшая судьба клуба
В 1993 году из-за финансовых проблем и нехватки кадров «Ангара» снялась с чемпионата России и вернулась в краевое первенство. После победы в турнире команда окончательно распалась. Позже Сулейман Демерджи признавался, что «Ангара» «ушла с арены непобеждённой, без проигрыша».
В 2001 году была предпринята попытка возродить «Ангару», однако клуб так и не вернулся в профессиональный футбол. Сейчас коллектив с таким названием выступает в восточной зоне III группы чемпионата Красноярского края по футболу.

## Статистика выступлений
| Год  | Турнир                                  | ЧК | И  | В | Н | П  | Голы  | Очки | Место |
| ---- | --------------------------------------- | -- | -- | - | - | -- | ----- | ---- | ----- |
| 1979 | Первенство Красноярского края, 1 группа | ?  | ?  | ? | ? | ?  | ?- ?  | ?    | 2     |
| 1980 | Первенство Красноярского края, 1 группа | ?  | ?  | ? | ? | ?  | ?- ?  | ?    | 2     |
| 1981 | Первенство Красноярского края, 1 группа | ?  | ?  | ? | ? | ?  | ?-?   | ?    | 1     |
| 1982 | Первенство Красноярского края, 1 группа | ?  | ?  | ? | ? | ?  | ?-?   | ?    | 1     |
| 1983 | Первенство Красноярского края, 1 группа | ?  | ?  | ? | ? | ?  | ?-?   | ?    | 1     |
| 1984 | Первенство Красноярского края, 1 группа | ?  | ?  | ? | ? | ?  | ?-?   | ?    | 2     |
| 1985 | Первенство Красноярского края, 1 группа | ?  | ?  | ? | ? | ?  | ?-?   | ?    | 1     |
| 1986 | Первенство Красноярского края, 1 группа | ?  | ?  | ? | ? | ?  | ?-?   | ?    | 2     |
| 1987 | Первенство Красноярского края, 1 группа | 9  | 16 | 9 | 6 | 1  | 18-6  | 24   | 1     |
| 1988 | КФК, 2-я зона, подгруппа «Б»            | 5  | 4  | ? | ? | ?  | ?-?   | ?    | 3     |
|      | КФК, стыковой матч за 5-6 места         | 2  | 1  | 1 | 0 | 0  | 2-1   | 2    | 5     |
|      | Первенство Красноярского края, 1 группа | ?  | ?  | ? | ? | ?  | ?-?   | ?    | 1     |
| 1989 | Первенство Красноярского края, 1 группа | ?  | ?  | ? | ? | ?  | ?-?   | ?    | 1     |
| 1990 | КФК, 2 зона, 2 подгруппа                | 6  | 10 | 7 | 2 | 1  | 22-8  | 16   | 1     |
|      | КФК, финальный турнир                   | 4  | 3  | 0 | 1 | 2  | 0-2   | 2    | 3     |
|      | Первенство Красноярского края, 1 группа | ?  | ?  | ? | ? | ?  | ?-?   | ?    | 1     |
| 1991 | Первенство Красноярского края, 1 группа | ?  | ?  | ? | ? | ?  | ?-?   | ?    | 1     |
| 1992 | Первенство России, 2 лига, 6 зона       | 13 | 24 | 4 | 4 | 16 | 19-38 | 12   | 12    |
| 1993 | Первенство Красноярского края, 1 группа | ?  | ?  | ? | ? | ?  | ?-?   | ?    | 1     |

## Результаты выступлений в Кубке РСФСР
| Год  | Турнира          | Стадия турнира | Соперник              | Домашний матч | Матч на выезде | Суммарный счет |
| ---- | ---------------- | -------------- | --------------------- | ------------- | -------------- | -------------- |
| 1989 | Кубок РСФСР, КФК | 1/4 финала     | Забайкалец (Улан-Удэ) | 2:0           | 1:3            | 3:3            |
| 1989 | Кубок РСФСР, КФК | 1/2 финала     | Динамо (Кемерово)     | 3:2           | 0:1            | 3:3            |